# Santa Cruz da Graciosa (freguesia)
Santa Cruz da Graciosa é uma vila açoriana, sede da freguesia homónima e do município de Santa Cruz da Graciosa a que pertence. A freguesia tem 15,52 km² de área e 1739 habitantes (censo de 2021). A sua densidade populacional é 112 hab./km².
A freguesia ocupa todo o nordeste da ilha Graciosa, tendo como principal centro populacional a vila de Santa Cruz da Graciosa, a capital administrativa e económica da ilha, localidade onde se concentram os principais serviços e indústrias da ilha. O aeródromo da Graciosa, o aeroporto que serve a ilha, também se localiza no território desta freguesia.

## História
O povoamento de Santa Cruz, começado pelo lugar da atual vila, iniciou-se antes da década de 1470, com os primeiros povoadores a instalarem-se no sopé do Monte de Nossa Senhora da Ajuda, aproveitando as condições ímpares que o local oferece: um conjunto de pequenas calhetas formadas pelas reentrâncias em torno da escoada lávica que originou a ponta da Pesqueira, que facilitava o desembarque e permitia fácil acesso aos recursos do mar; o abrigo contra os ventos fornecido pelo Monte de Nossa Senhora da Ajuda, cuja elevação permitia facilmente avistar qualquer embarcação que se aproximasse; e o fértil hinterland constituído pelas planícies de ricos solos do norte e noroeste da ilha, área que até 1644, ano em que a paróquia de Guadalupe se autonomizou, faziam parte da freguesia. Acresce a estas condições a existência de água doce, embora condicionada às marés, na estreita laguna que constituía o prolongamento para terra da calheta das Fontainhas, no local onde hoje se situam os dois pauis fronteiros à Câmara Municipal.
A disponibilidade de água doce foi uma das principais condicionantes do povoamento açoriano, ganhando particular significado no caso da ilha Graciosa, que dada a ausência de montanhas e o aplanado do seu relevo, é a mais pobre em águas superficiais do arquipélago. No caso de Santa Cruz, uma reconstituição da topografia local antes da humanização da paisagem, revela que a calheta das Fontainhas, que hoje termina nos muros que delimitam o varadouro e o pequeno cais frente ao Museu da Graciosa, se prolongava terra adentro, provavelmente para uma zona paludosa que rodeava uma pequena laguna. Essa zona, onde emergia água doce facilmente recolhida durante a maré baixa, foi escavada, por forma a intercetar a exsurgência do aquífero basal, e protegida das incursões do mar pelos atuais muros do Paul. Esta disponibilidade de água foi, como aliás aconteceu na Vila da Praia da Graciosa com a antiga laguna da Lagoa, uma das razões determinantes do nascimento da vila de Santa Cruz.
A partir do núcleo urbano inicial, sito no pequeno alto do sopé do Monte de Nossa Senhora da Ajuda, por detrás da atual Igreja Matriz, a vila foi-se estendendo para sul e noroeste, deixando no seu centro a zona húmida que daria origem aos grandes tanques dos pauis e ao Rossio (praça anacronicamente ainda denominada em honra de Fontes Pereira de Melo pelo seu apoio à extinção do vizinho concelho da Praia).
A verdadeira estruturação urbana iniciou-se a partir de 1485 quando Pedro Correia da Cunha, cunhado de Cristóvão Colombo vindo da ilha do Porto Santo, assumiu as funções de único capitão do donatário na ilha e veio habitar no povoado. Logo no ano seguinte (1486, embora algumas fontes citem o ano de 1500), o povoado foi constituído em vila sede de concelho, instaurando o poder municipal na ilha, com os correspondentes juízes e prerrogativas, sendo a igreja de Santa Cruz elevada a matriz. Pouco depois era constituída a Santa Casa da Misericórdia, completando o esqueleto institucional da jovem comunidade santa-cruzense.
Esta primazia na elevação a vila e sede da capitania, desalojando o centro de poder da mais antiga Praia, indicia que a fertilidade dos campos das Courelas já tinha deslocado o centro da produção cerealífera para Santa Cruz, já que a primeira centúria da vida da ilha foi dominada pela produção de cevada (caso único nos Açores) e de trigo.
O povoamento prosseguiu com rapidez em direção ao centro e norte da ilha, aproveitando as boas terras aí existentes. Este desenvolvimento, paralelo que ocorria no eixo Praia-Luz, levou ao aparecimento de uma estrutura bipolar na ilha, com Santa Cruz-Guadalupe a dominar claramente. A partir de 1546, mesmo face à resistência de Santa Cruz, a Praia-Luz autonomiza-se como concelho, ficando a ilha novamente dividida em duas unidades administrativas, embora sendo uma única capitania, numa bipolaridade a que só o racionalismo da Regeneração do século XIX poria termo.
Outra das preocupações da vila, particularmente após a consumação da União Ibérica e da consequente rutura com ingleses e holandeses, foi a sua defesa contra incursões por mar. À ameaça que constituíam as incursões dos piratas, por várias vezes concretizadas no rapto de centenas de graciosenses e pilhagens várias, vieram juntar-se os piratas e corsários ingleses e holandeses. Em consequência, junto a cada um dos desembarcadouros da vila foram construídos fortins, equipados com artilharia e entregues a corpos de milicianos: junto à Barra foi construído o Forte da Barra, o maior e mais imponente de todos, estrutura que hoje alberga o Clube Naval da Ilha Graciosa; na zona de Santa Catarina, dominando o acesso às Fontainhas, foi construído o Forte de Santa Catarina, hoje completamente arruinado; junto ao Porto da Calheta foi construído o Fortim da Calheta (ou Forte da Ponta do Freire), estrutura que hoje alberga o farolim e as instalações navais da vila.
Como centro da cultura cerealífera, Santa Cruz cresceu e atingiu alguma prosperidade como o atesta a relativa magnificência da sua Matriz e de muito do casario da vila. Quando a partir da década de 1770 o vinho ganhou importância pela abertura ao comércio de vinhos e aguardentes açorianas dos portos do Brasil e das colónias africanas e asiáticas portuguesas, que se operou em 1776, a cultura da vinha, que até ali se mantivera restrita aos biscoitos da Praia e da Luz, expande-se para os terrenos planos da Terra do Conde, Bom Jesus, Barro Vermelho e Dores, muito mais produtivos e fáceis de trabalhar. Em resultado, Santa Cruz entra num novo ciclo económico, dominado pela produção de vinho e da aguardente, levando à construção de grandes adegas, gerando riqueza suficiente para dar à vila o aspeto imponente que ainda hoje conserva.
Mesmo antes deste verdadeiro boom de cultura da vinha, a abundância de vinho na Graciosa, em contraponto com a penúria de água doce, era tal que em 1589 o almirante George Clifford de Cumberland, o 3.º conde de Cumberland, diria da Graciosa e dos seus moradores que era mais fácil ali obter dois tonéis de vinho que um de água fresca.
Este período, correspondente ao último quartel do século XVIII e à primeira metade do século XIX foi o de maior prosperidade da vila, período durante o qual a sua população atingiu o auge e se construíram a maioria das boas casas que hoje merecem a classificação do centro histórico de Santa Cruz como conjunto de interesse público.
A prosperidade de Santa Cruz, assente no vinho, teve contudo um fim abrupto. Por meados do século XIX as vinhas açorianas estavam infetadas pelo Oidium tuckeri e pela filoxera, o que levou à sua quase total perda. A resposta encontrada foi a produção de vinho de cheiro, incomparavelmente menos valioso que os anteriores vinhos de castas europeias, agora já destinado essencialmente ao mercado açoriano e à feitura de aguardentes. O resultado foi o rápido declínio da economia graciosense, e a emigração dos seus grandes excedentes populacionais.
Ainda assim, a vila de Santa Cruz, por concentrar a administração e os serviços da ilha, foi o povoado menos afetado pela recessão demográfica da segunda metade do século XX, retendo um contingente populacional razoável. A vila conseguiu diversificar a sua economia, primeiro com a melhoria das técnicas agrárias tradicionais e com um recurso à horticultura que teve pouco paralelo nos Açores, com a produção de alhos, cebolas e melões que eram exportados para as restantes ilhas, e depois pelo recurso ao mar, ganhando relevo a baleação (de que restam instalações, botes e estruturas de vigia e processamento), à apanha de algas para produção de agarose, atividade iniciada em julho de 1956, na Praia, mas que rapidamente se estendeu a todo o litoral da ilha e atingiu o seu auge nas décadas de 1960-1970, e mesmo à indústria conserveira do peixe.
A produção vinícola foi recuperada a partir da década de 1950, sendo a 4 de Agosto de 1957 constituída por escritura pública uma adega cooperativa, na altura com 99 associados (hoje com cerca de 200), que teve os seus estatutos aprovados a 11 de Abril de 1958. A Adega Cooperativa congregou a produção de vinho e melhorou as técnicas de fermentação e conservação, particularmente a partir da entrada em laboração das suas instalações de produção e engarrafamento de vinho, inauguradas a 19 de Agosto de 1962.
Outra infraestrutura importante no desenvolvimento de Santa Cruz foi a construção, no seu território a escassos quilómetros do centro da vila, do aeródromo da Graciosa. Situado na achada do Barro Vermelho, entre as Dores e a Ponta da Barca, o aeroporto foi projetado a partir de 1973, mas só teve projeto e levantamentos topográficos concluídos em 1976, já pelas autoridades regionais, sendo construído pelo Governo Regional dos Açores entre setembro de 1979 e julho de 1981. A sua pista de 1325 m foi inaugurada a 11 de julho de 1981. A sua aerogare original, diminuta, foi substituída por uma nova, inaugurada em 2004.
Todas estas atividades acabaram por desaparecer, ou por se reduzir a muito pouco, sendo substituídas pela bovinicultura, essencialmente destinada à produção de lacticínios, com destaque para o queijo, e pelos serviços. Em 2004 foi inaugurada uma nova e moderna fábrica de lacticínios, sita no Quitadouro, a qual veio permitir melhorar a qualidade do queijo produzido e aumentar a quantidade do leite que pode ser processado, o que levou a um forte aumento da produção na ilha, apenas limitado pelas restrições impostas pelo mecanismo de quotas da Política Agrícola Comum da União Europeia.

## Território e estrutura urbana
A freguesia de Santa Cruz da Graciosa, tal como as restantes povoações da ilha Graciosa, apresenta uma estrutura de povoamento que, apesar da sua dispersão aparente, é fortemente condicionado pela estrutura viária. Este povoamento disperso orientado, típico das zonas de colonização recente como a ilhas açorianas, levou a que a estruturação urbana da região nordeste da Graciosa, no território da hoje, freguesia de Santa Cruz da Graciosa, se tenha produzido ao longo das estradas que afluem à vila de Santa Cruz da Graciosa, o seu centro e capital económica e administrativa da ilha.
A freguesia de Santa Cruz da Graciosa é composta pelos seguintes localidades e lugares:
- Vila de Santa Cruz da Graciosa, o seu mais importante centro urbano e a localidade mais importante da ilha com cerca de 967 habitantes,[8] com características marcadamente urbanas, com um traçado clássico de vila açoriana, com o seu centro histórico classificado como conjunto de interesse público. O crescimento para o interior da vila levou a que lugares como Santo Amaro, Rebentão e Terreiros sejam hoje parte da periferia urbana da vila.
- Rebentão é um lugar parcialmente inserido no perímetro da vila da Santa Cruz da Graciosa, e inclui lugar do Charco Velho. Situa-se próximo do Pico da Hortelã e do lugar dos Funchais bem como da localidade de Santo Amaro. Este lugar tem Império do Divino Espírito Santo, e é onde se situa a Escola Básica e Secundária da Graciosa e o Tribunal da Graciosa.
- Santo Amaro, é uma pequena localidade inserida parcialmente no perímetro da vila de Santa Cruz da Graciosa. A localidade tem uma pequena ermida, a Ermida de Santo Amaro, construída entre os anos de 1693 e 1705 e um Império do Divino Espírito Santo. A localidade de Santo Amaro alberga ainda os serviços regionais de ilha de apoio à agricultura, florestas, equipamentos e obras públicas e a recente Unidade de Saúde da Ilha Graciosa inaugurada em 20 de junho de 2012.
- Fontes, é um lugar de povoamento compacto, situado nas faldas da Serra das Fontes, construído em torno de algumas das poucas nascentes de água da ilha. Situado entre os 120 e os 180 m de altitude, no antigo limite entre as terras agrícolas e as pastagens semipermanentes e matos. Tem Império do Divino Espírito Santo próprio e teve até 2002 escola primária. A pobreza e escassez dos terrenos levaram a que a comunidade das Fontes fosse uma das mais pobres da ilha, essencialmente proletária e de trabalhadores braçais, do que resultou uma forte emigração, tendo hoje o lugar uma população reduzida.
- Funchais, é um lugar situado a menos de 2 km da vila de Santa Cruz da Graciosa, encontrando-se entre três cones vulcânicos, Pico do Barroso, Pico do Jardim e Pico da Hortelã, nas suas proximidades localizam-se as localidades de Dores, Bom Jesus e os lugares do Charco Velho e Rebentão. O lugar possui Império do Divino Espírito Santo.
- Dores, situada a norte do Pico do Jardim, é uma localidade próxima ao aeródromo da Graciosa (construído no lugar do Barro Vermelho), que tem a sua irmandade do Divino Espírito Santo, com Império próprio sito junto à Ermida de Nossa Senhora das Dores, um pequeno templo dos finais do século XVIII, construído por iniciativa de António da Silva Sodré no ano de 1793. A localidade alberga o quartel da Associação Humanitária dos Bombeiros Voluntários da Ilha Graciosa e tem nas suas proximidades, o edifício sede da Adega e Cooperativa Agrícola da Ilha Graciosa, sito no lugar do Charco da Cruz na periferia da vila de Santa Cruz da Graciosa.
- Cruz do Bairro, é um pequeno lugar situado hoje nas proximidades do aeródromo da Graciosa e entre as localidades das Dores e do Bom Jesus, foi uma pequena comunidade vitícola, hoje quase despovoada e sem vida própria.
- Bom Jesus, é uma localidade sito no extremo norte da ilha, ocupando o plaino a nordeste do Pico das Bichas e a noroeste do Pico do Barroso. A localidade inclui os lugares da Achada, Sumidouro e Calhau Miúdo. Teve escola primária que foi encerrada na década de 1990. Nela localiza-se a Ermida do Bom Jesus, com o seu grande adro murado, construída antes de 1636, mas muito modificada em 1786 e em 1902.
- Barro Vermelho, é um pequeno lugar onde se situa implantado a maior parte do aeródromo da Graciosa, próximo da localidade das Dores e do lugar dos Terreiros. Hoje em dia é quase desprovido de população sendo um lugar de veraneio, que possui uma zona balnear classificada, zona de merendas e parque de campismo.
- Terreiros, é um pequeno lugar situado próximo do lugar do Barro Vermelho, e é em parte integrado no perímetro urbano da vila de Santa Cruz da Graciosa.
- Quitadouro, é um pequeno lugar situado entre a vila de Santa Cruz da Graciosa e a vizinha freguesia de São Mateus, próximo ao Pico da Forca, Pico do Machado e Quitadouro, quase desprovido população residente. É neste lugar onde podemos encontrar as maiores indústrias da ilha e onde foi instalado o Centro de Processamento de Resíduos e onde será construído o futuro Parque Industrial da Graciosa.
- Covas é um lugar na fronteira com a vizinha freguesia de Guadalupe, localizado próximo do Pico da Hortelã e da localidade de Santo Amaro e do lugar das Fontes.

## Demografia
Ao contrário do que acontece nas restantes povoações da ilha Graciosa, a freguesia de Santa Cruz da Graciosa não perde população ao longo das últimas décadas, apresentando mesmo alguma tendência para aumentar. Depois da grande perda da década de 1960, quando a emigração açoriana para os Estados Unidos atingiu o seu auge, o processo de crescente urbanização da população açoriana, reflexo da saída do setor primário, compensou as perdas, e a freguesia de Santa Cruz da Graciosa viu aumentada a sua população.
Concentrando todos os serviços administrativos e judiciais da ilha, para além da única escola secundária que a serve, Santa Cruz da Graciosa afirmou-se como uma povoação atrativa, tendo mesmo visto um surto de novas construções, o que levou ao aparecimento de novos arruamentos, formando uma coroa de modernas construções em torno do centro histórico.
Em 1844, vinte anos antes do primeiro censo nacional, foram registados 2808 habitantes.
A população registada nos censos foi:
| Distribuição da População por Grupos Etários | Distribuição da População por Grupos Etários | Distribuição da População por Grupos Etários | Distribuição da População por Grupos Etários | Distribuição da População por Grupos Etários |
| -------------------------------------------- | -------------------------------------------- | -------------------------------------------- | -------------------------------------------- | -------------------------------------------- |
| Ano                                          | 0-14 Anos                                    | 15-24 Anos                                   | 25-64 Anos                                   | > 65 Anos                                    |
| 2001                                         | 344                                          | 266                                          | 898                                          | 330                                          |
| 2011                                         | 269                                          | 229                                          | 975                                          | 303                                          |
| 2021                                         | 258                                          | 208                                          | 931                                          | 342                                          |

- Fonte: DREPA (Aspectos demográficos - Açores 1978) e Serviço Regional de Estatística dos Açores (SREA).

## Associações culturais, recreativas e desportivas com sede na freguesia
- AGRAPROME – Associação Graciosense de Promoção de Eventos
- Associação Amigos do Museu da Graciosa
- Associação Cultural Moinhos Selvagens
- Associação de Artesãos da Ilha Graciosa
- Associação de Desportos da Ilha Graciosa
- Associação de Estudantes da Escola Básica e Integrada da Graciosa
- Associação de Jovens Agricultores Graciosenses
- Associação de Pais e Encarregados de Educação dos Alunos da Escola Básica e Secundária da Graciosa
- Associação de Táxis da Ilha Branca
- Associação dos Cinegeticófilos da Ilha Branca
- Associação Equestre Graciosense
- Associação Humanitária dos Bombeiros Voluntários da Ilha Graciosa
- Associação para a Promoção Sociocultural do Concelho de Santa Cruz da Graciosa
- Associação Radioamadores da Graciosa
- Associação Sócio-Cultural de Nossa Senhora das Dores
- Câmara do Comércio de Angra do Heroísmo
- Club Naval da Ilha Graciosa
- Clube de Veteranos da Ilha Graciosa
- Clube Desportivo Escolar Ilha Branca
- Coro da Matriz de Santa Cruz da Graciosa
- Filarmónica Recreio dos Artistas
- Graciosa Futebol Clube
- Junta de Núcleo da Graciosa – CNE
- Liga dos Combatentes
- Sport Clube Marítimo
- Santa Casa da Misericórdia de Santa Cruz da Graciosa
- Santa Cruz Sport Club

## Património edificado

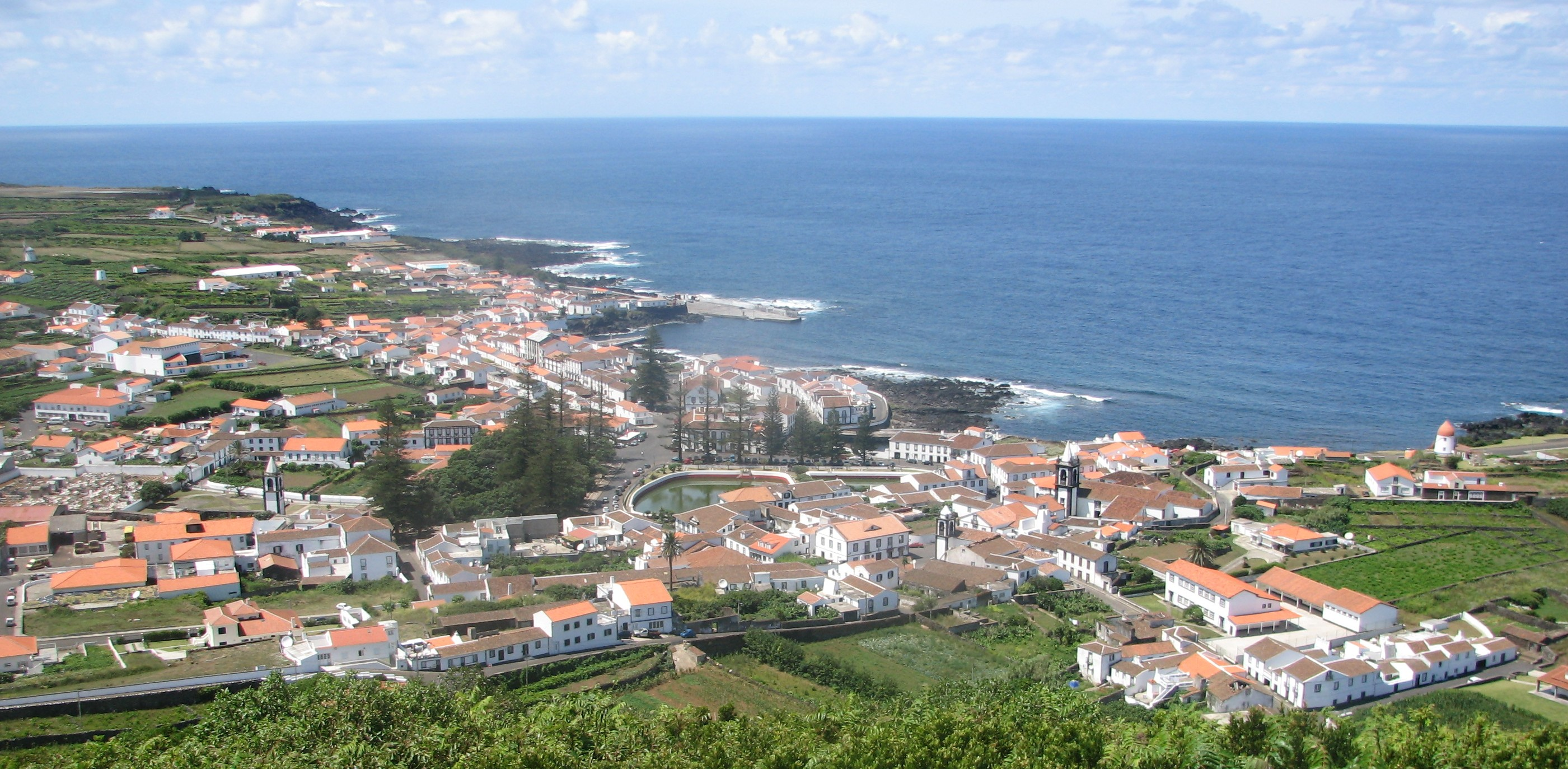
Centro histórico de Santa Cruz, visto do Monte de Nossa Senhora da Ajuda, com o Rossio com as suas araucárias e pauis ao centro.

Ao longo da sua história a vila nunca sofreu qualquer grande sismo, uma vez que a maioria dos sismos registados afetaram essencialmente o sudoeste da ilha. Desse modo, o património edificado na freguesia chegou quase intacto aos nossos dias, fazendo com que o centro histórico da vila se constitua num dos mais bem conservados conjuntos urbanos do arquipélago. Para protegê-lo e preservá-lo foi criada a Zona Classificada de Santa Cruz da Graciosa, um conjunto classificado como de interesse público pelo Decreto Legislativo Regional n.º 10/88/A, de 30 de Março. Embora mantendo a mesma classificação, a configuração da zona classificada foi ligeiramente alterada e o conjunto reenquadrado num novo ordenamento jurídico pelo n.º 1 do artigo 58.º do Decreto Legislativo Regional n.º 29/2004/A, de 24 de agosto.
Arquitetura religiosa:

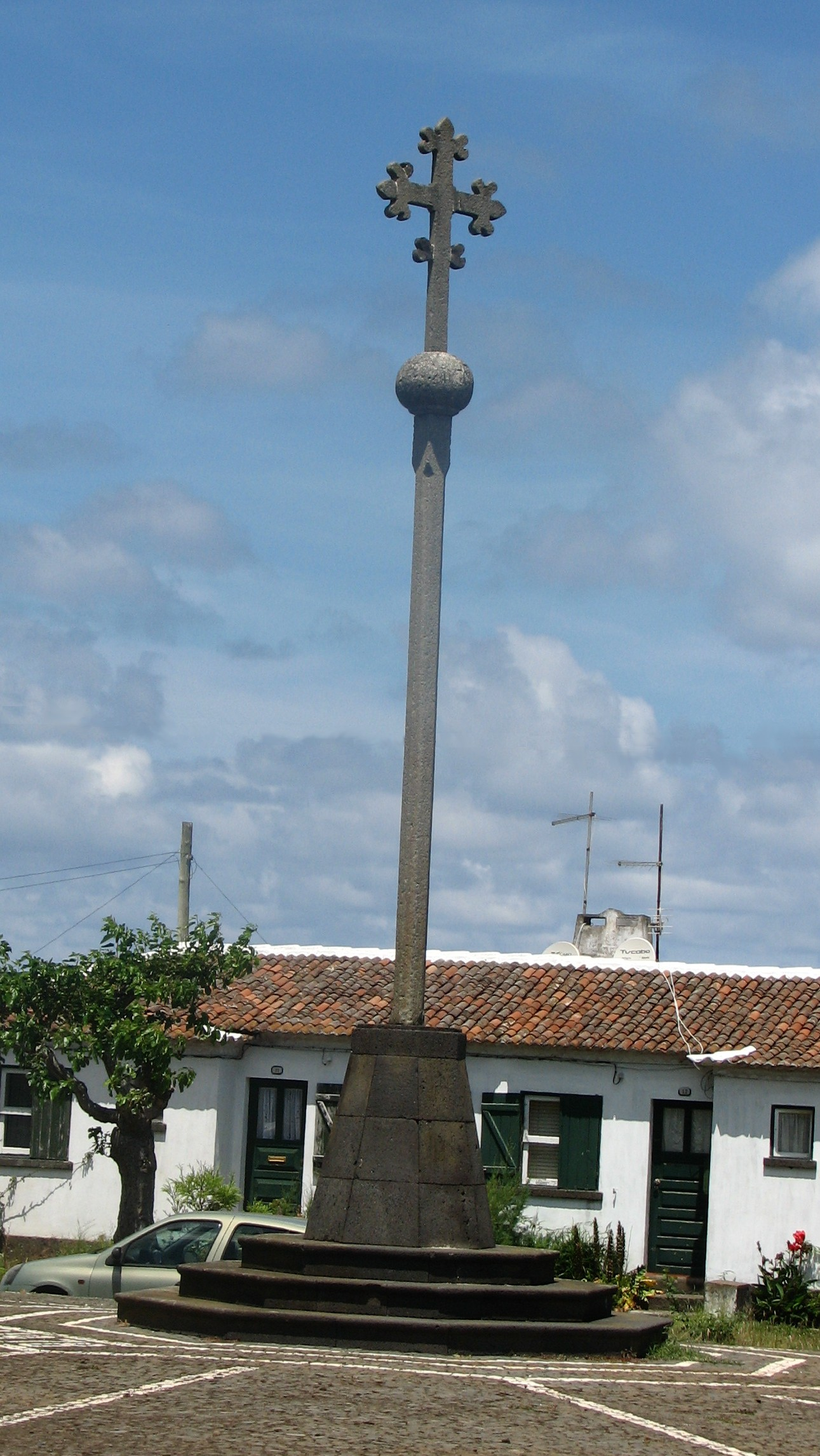
Cruz da Barra, ou Cruz de São Sebastião, em Santa Cruz da Graciosa.

- A Cruz da Barra, ou de São Sebastião (nome da ermida em cujo adro esteve durante três séculos), é um esbelto cruzeiro, em estilo manuelino, esculpido num longo bloco de granito, com 13,64 m de comprimento, sobre o qual assenta uma esfera e uma cruz com 1,38 m de altura. Embora a origem em Guimarães pareça pouco provável, dada a dificuldade em transportar uma peça em pedra com aquelas dimensões pelas difíceis estradas da época, reza a tradição que terá sido trazida daquela cidade por António de Freitas (nome que se encontra gravado na esfera onde assenta a cruz) no ano de 1520 (o granito de que é feita indicia uma origem no norte da Península Ibérica, provavelmente na cidade do Porto). Reza ainda a tradição local que um barco teria partido de Portugal com três cruzes idênticas em pagamento de uma promessa: uma ficou em Santa Cruz da Graciosa, outra na ilha de Tenerife e a terceira algures na costa de África. Alguns autores afirmam que foi esta cruz que deu o nome à vila, o que implicaria que seria anterior a 1480. Ao certo, sabe-se que desde 1520 se encontra no lugar da Barra, primeiro no adro da Ermida de São Sebastião, que terá existido no lugar da antiga central elétrica, sendo retirada desse local em 1867. Um dos mais antigos e espetaculares elementos escultóricos dos Açores, a Cruz está agora colocada no entroncamento da Rua Infante Dom Henrique com a estrada que conduz à Vila da Praia, com o alto plinto onde assenta parcialmente soterrado.
- Igreja de Santo Cristo da Misericórdia
- Igreja Matriz de Santa Cruz
- Monte de Nossa Senhora da Ajuda e as suas ermidas, é um conjunto incluído na Zona Classificada e decretado como zona onde a edificação é proibida, que abrange todo o cone vulcânico do Monte de Nossa Senhora da Ajuda acima dos 30 m de altitude, hoje quase integralmente florestado, e as três ermidas que o coroam. O Monte de Nossa Senhora da Ajuda é um pequeno cone vulcânico, com 129 m de altitude máxima e uma forma quase perfeitamente tronco-cónica, encimado por uma pequena cratera onde hoje se anicha uma praça de toiros. Coroam o monte três ermidas: a Ermida de Nossa Senhora da Ajuda, que dá o nome ao Monte, um exemplar de arquitetura religiosa fortificada do século XVI, tendo anexa uma ‘’casa dos romeiros’’, destinada a acolher os peregrinos que ali se deslocavam em oração; a Ermida de São Salvador, construída entre 1709 e 1715; e a Ermida de São João, referenciada pela primeira vez em 1557. A vista do local é soberba, cobrindo todo o norte da ilha. Infelizmente um conjunto de estruturas de telecomunicações, algumas descativadas, desfiguram a solenidade e beleza do local.
- Torre da Igreja de Nossa Senhora dos Anjos, é uma torre de igreja localizada no tardoz da Biblioteca Municipal, no lado sul do Rossio. A igreja a que a torre pertencia foi construída entre 1700 e 1708, com missa inaugural a 22 de agosto de 1708. Incorporava uma capela de Santa Bárbara construída em 1670. A igreja era parte do Convento Franciscano de Santa Cruz, também com construção iniciada em 1700 e benzido a 18 de julho de 1724, erguido para substituir outro, fundado em 1609, considerado inadequado. François-René de Chateaubriand, que foi hóspede do convento na sua passagem pela ilha Graciosa em 1791, descreve o imóvel como cómodo e bem iluminado.[11] O convento foi extinto pelo decreto da Regência de Angra de 30 de Maio de 1834, tendo os frades abandonado a Graciosa a 30 de Setembro daquele ano. O imóvel teve vários usos públicos, mas foi progressivamente abandonado, tendo o conjunto sido demolido em 1946, deixando a torre isolada.
- Ermida de Nossa da Senhora das Dores (Dores)
- Ermida de Nossa Senhora da Boa Nova (Vila de Santa Cruz da Graciosa)
- Ermida de Santo Amaro (Santo Amaro)
- Ermida de Santo António (Vila de Santa Cruz da Graciosa)
- Ermida do Bom Jesus (Bom Jesus)
- Império do Espírito Santo das Dores (Dores)
- Império do Espírito Santo das Fontes (Fontes)
- Império do Espírito Santo de Santo Amaro (Santo Amaro)
- Império do Espírito Santo do Rebentão (Rebentão)
- Império do Espírito Santo dos Funchais (Funchais)
- Cemitério Judaico

Arquitetura civil e militar:
- Casa do Conde de Simas é uma das muitas casas senhoriais existentes na Zona Classificada, um bom exemplo da sobriedade e equilíbrio da arquitetura da vila. Pertenceu a Manuel Simas, feito Conde de Simas, um rico comerciante, político e benemérito local, que a ofereceu à Câmara Municipal que a usa, desde 21 de Fevereiro de 1940, como paços do concelho.
- Casa da Rua Marquês de Pombal I
- Casa da Rua Marquês de Pombal II
- Casa de Francisco Barcelos
- Casa do Largo de Santo António
- Casa do Visconde D'Almeida Garrett
- Solar da família Espínola
- Solar da família Pamplona
- O Centro Cultural da Ilha Graciosa é um moderno edifício sito na Rua do Mercado, no limite da Zona Classificada, dotado de um grande auditório, foyer e sala de exposições temporárias. Construído pelo Município de Santa Cruz da Graciosa, o projeto é da autoria do arquiteto Miguel Cunha.
- Os antigos paços do concelho (até 1940), e atual Biblioteca Municipal de Santa Cruz, é um edifício sito no lado sul do Rossio, onde até recentemente funcionou o Tribunal da Comarca de Santa Cruz da Graciosa. O edifício foi reconstruído em 1757, ficando então a Câmara e o tribunal instalados no primeiro piso e a cadeia nos baixos. Sobre a fachada existiu um sino, usado para anunciar as reuniões camarárias. Depois de obras de adaptação, desde março de 2005 funciona no imóvel a Biblioteca Municipal de Santa Cruz, tendo sido dotado de uma moderna sala de reuniões e conferências. A Biblioteca Municipal foi instituída a 16 de setembro de 1950, funcionando durante décadas nos baixos da Câmara Municipal. Promove diversas atividades lúdico-pedagógicas e exposições mensais, tendo secções de audiovisuais, periódicos, infanto-juvenil e de exposição temporária.
- O Museu da Graciosa, instalado numa casa assolarada da Rua das Flores, frente à rampa de varagem das Fontainhas, foi oficialmente criado em 1977, pelo Governo Regional dos Açores. Em 1978 iniciou-se o processo de constituição efetiva do Museu, escolhendo-se e adquirindo-se um edifício apropriado para a sua instalação e iniciando-se a recolha e o levantamento de espécimes etnográficas da ilha. O Museu foi inaugurado a 6 de dezembro de 1978. Para além de exposições temporárias, o Museu da Graciosa alberga numerosas coleções ligadas à etnografia da ilha e à história económica da Graciosa, incluindo coleções de brinquedos, loiça, mobiliário e recordações enviadas pelos emigrantes que partiram para os Estados Unidos em busca de melhor sorte. Nos baixos do edifício é mantida uma antiga adega, com os seus equipamentos, e ao lado está exposto um bote baleeiro utilizado na caça ao cachalote. O Museu tem como extensões um barracão de botes baleeiros na vila de Santa Cruz, outro na vila Praia e ainda um moinho de vento no lugar das Fontes.
- Fora da zona classificada situa-se o novo Tribunal da Graciosa, um imóvel de moderna arquitetura, recentemente inaugurado, e a Escola Básica e Secundária da Graciosa, com um moderno auditório e um edifício central de grande beleza arquitetónica. Esta escola, a única que ministra na ilha o ensino para além do 4.º ano de escolaridade, é herdeira da antiga Escola Preparatória Coronel Veríssimo de Sousa, fundada em Outubro de 1971, e da Delegação Escolar de Santa Cruz da Graciosa, administrando hoje toda a rede escolar da Graciosa, que, após a extinção entre 1993 e 2006 de 8 pequenas escolas primárias, ficou composta por uma escola do 1.º ciclo com jardim-de-infância na sede de cada freguesia.
- A Escola Preparatória Coronel Veríssimo de Sousa tinha como patrono António Veríssimo de Sousa, um antigo governador civil de Angra do Heroísmo. A criação daquele estabelecimento, o primeiro a ir além do ensino primário na ilha, deveu-se às diligências do então Presidente da Câmara, professor Valquírio Louro. Foi primeira Diretora a Dr.ª Maria Fernanda de Campos Gregório. O estabelecimento, que para além da sua diretora funcionava apenas com professores primários, tinha duas contratadas como funcionárias administrativas e um casal que desempenhava as funções de contínuos. O edifício onde funcionou a Escola Preparatória era uma antiga casa de habitação, que já servira para o ensino primário. O patrono foi abandonado na sequência da Revolução do 25 de Abril e a escola acabou por ser fundida em 1978 com a Secção Liceal do Liceu Nacional de Angra do Heroísmo que funcionava na ilha desde 1976, passando então a ministrar ensino até ao final do 3.º ciclo. Com edifício próprio, embora de má qualidade, inaugurado em 1985, a escola teve ensino secundário apoiado pela autarquia a partir de 1995 (apenas oficializado e assumido pelo Governo Regional dos Açores em 1997) passando em 1998 para Escola Básica Integrada, incorporando então a Delegação Escolar do concelho. Em 2005, já com modernas instalações, passou a denominar-se Escola Básica e Secundária da Graciosa.
- No lugar do Rebentão existe um NDB desativado, parte do primitivo sistema de aproximação da Base das Lajes, usado pelos aviões vindos da América do Norte em direção àquele aeroporto. Aquele equipamento constitui hoje um interessante património tecnológico abandonado.
- Na Ponta da Barca, na costa noroeste da freguesia, situa-se o Farol da Ponta da Barca, inaugurado em 1 de fevereiro de 1930, um dos maiores e mais potentes faróis dos Açores.
- Forte da Barra
- Forte de Santa Catarina
- Fortim da Calheta

Arquitetura popular:
- O património baleeiro, ligado à atividade de baleação introduzida nas ilhas em meados do século XIX por marinheiros açorianos que tinham trabalhado nos navios baleeiros da Nova Inglaterra, é diversificado e encontra-se um pouco por todo o litoral graciosense. Na vila de Santa Cruz ele está presente no bote baleeiro, dos quais chegou a existir mais de 12 na ilha, exposto na coleção do Museu da Graciosa com toda a sua palamenta, no barracão dos botes, junto ao porto da Calheta, e na vigia da baleia sito no topo do Monte de Nossa Senhora da Ajuda. O Museu da Graciosa também guarda binóculos e transmissores utilizados nas vigias e múltiplos instrumentos utilizados na caça ao cachalote. O Clube Naval da Ilha Graciosa recuperou e opera a lancha baleeira (gasolina) Estefânia Correia, uma embarcação que fez história na caça ao cachalote e que, simultaneamente, salvou a vida a muitos graciosenses, transportando-os até à ilha Terceira para receber cuidados médicos quando não havia outro transporte disponível. No Porto da Barra existem os restos da antiga desmancha da baleia, com os seus traióis, pertença da extinta Companhia Baleeira da Graciosa, Lda., uma empresa fundada em 1932.
- Forno da cal (Vila de Santa Cruz da Graciosa)
- Moinho da Achada (Bom Jesus)
- Moinho da Canada da Grota (Fontes)
- Moinho da Canada de Trás-do-Pico (Fontes)
- Moinho da Canada do Pombal (Vila de Santa Cruz da Graciosa)
- Moinho das Fontes (Fontes)
- Moinho do Degredo (Vila de Santa Cruz da Graciosa)
- Moinho do Pico das Mentiras (Vila de Santa Cruz da Graciosa)
- Moinho do Rei (Vila de Santa Cruz da Graciosa)

“Arquitetura da água” graciosense:
- Os Pauis e o Rossio de Santa Cruz (Praça Fontes Pereira de Melo) são o maior espaço público urbano de qualquer das vilas açorianas, com dois grandiosos tanques descobertos,[12] os pauis, escavados do lado norte e uma vasta praça com um coreto no seu centro (o Rossio) do lado sul. O atual coreto, construído em 1945 em substituição de um que ali existia desde 1886, é apelidado de açucareiro. A praça está ladeada por um notável conjunto de araucárias (da espécie Araucaria heterophylla (Salisb.) Franco) e metrosíderos seculares, datando o plantio de algumas da árvores da década de 1880, então iniciativa do Manuel Simas, futuro Conde de Simas. No lado leste dos pauis existe um fontanário em basalto, ali colocado em Novembro de 1959 e um monumento ao emigrante inaugurado no ano 2000.
- Chafariz do Barro Vermelho (Barro Vermelho)
- Chafariz e Bebedouro das Fontes (Fontes)
- Tanque da Achada (Bom Jesus)
- Tanque da Canada do Bairro (Cruz do Bairro)
- Tanque do Atalho (Vila de Santa Cruz da Graciosa)
- Tanque Velhos (Fontes)

## Património natural
- Gruta do Bom Jesus
- Gruta do Manhengo
- Ilhéu da Baleia
- Ilhéus do Barro Vermelho
- Monte de Nossa Senhora da Ajuda
- Pico da Forca
- Pico da Hortelã
- Pico das Bichas
- Pico do Barroso
- Pico do Farrajal
- Pico do Jardim
- Pico do Machado
- Pico Negro
- Quitadouro
- Serra das Fontes